# (5483) Cherkashin
(5483) Cherkashin est un astéroïde de la ceinture principale.

## Description
(5483) Cherkashin est un astéroïde de la ceinture principale. Il fut découvert le 17 octobre 1990 à Nauchnyj par Lioudmila Tchernykh. Il présente une orbite caractérisée par un demi-grand axe de 3,13 UA, une excentricité de 0,07 et une inclinaison de 10,2° par rapport à l'écliptique.

## Compléments